# Mandatum (prawo rzymskie)
Mandatum (łac. zlecenie) – w prawie rzymskim umowa konsensualna, w której zleceniobiorca (mandatarius) zobowiązywał się na prośbę zleceniodawcy (mandans) wykonać nieodpłatnie określoną czynność prawną lub faktyczną. Zleceniobiorca mógł przyjąć dobrowolnie ofiarowane mu wynagrodzenie, zwane honorarium (ograniczone do pewnej górnej wysokości przez lex Cincia de donis et muneribus z 204 r. p.n.e. zabraniającej darowizn). W okresie pryncypatu dopuszczono dochodzenie honorarium w postępowaniu kognicyjnym.
Umowa tworzyła zobowiązanie dwustronne nierównoczesne oparte na dobrej wierze. Mandatariusz powinien wykonywać zlecenie w ściśle ustalonych granicach. Przekroczenie tych granic powodowało, że nie mógł wystąpić ze skargą czy domagać się zwrócenia kosztów, nawet jeśli np. kupił rzecz za cenę większą niż opiewało zlecenie, a chciał ją odstąpić za cenę zlecenia.
Mandans był zobowiązany do pokrycia ewentualnych kosztów wykonania zlecenia.
Mandans dochodził wykonania przez actio mandati directa, mandatariusz zwrotu kosztów oraz zwolnienia ze zobowiązań zaciągniętych przy wykonywaniu mandatu przez actio mandati contraria.
Czynność, której dotyczył mandat, musiała leżeć w interesie zleceniodawcy (mandatum mea gratia) lub innych osób (mandatum aliena gratia), zleceniodawcy i innej osoby (mandatum mea et aliena gratia), zleceniodawcy i zleceniobiorcy (mandatum mea et tua gratia) lub zleceniobiorcy i innej osoby (mandatum tua et aliena gratia), nie zaś mogła leżeć wyłącznie w interesie przyjmującego zlecenie (mandatum tua tantum gratia), gdyż traktowano to jako udzielenie niewiążącej dobrej rady (consilium).
Przedmiotem mandatu mogły być czynności prawne lub faktyczne, ciągłe bądź jednorazowe. Czynności te musiały być jasno określone oraz nie mogły być sprzeczne z prawem i dobrymi obyczajami (boni mores). Mogły być to usługi świadczone przez lekarza czy adwokata, kupno nieruchomości, dokonanie poręczenia za cudzy dług, udzielenie kredytu osobie trzeciej (mandatum qualificatum).
Mandat powstawał poprzez nieformalną umowę wyrażoną w dowolny sposób, a nawet per facta concludentia (w sposób dorozumiany) ze strony zleceniodawcy (np. gdy mandans nie protestował, gdy w jego obecności mandatariusz poręczał za dług), ale zleceniobiorca musiał w sposób wyraźny wyrazić zgodę na umowę. Mandat tworzył jedynie wewnętrzny stosunek pomiędzy stronami kontraktu. Mandatariusz występował na zewnątrz we własnym imieniu, będąc jedynie zastępcą pośrednim mandansa. Np. przy nabyciu własności mandatariusz zostawał właścicielem i był zobowiązany przenieść własność na mandansa.